# Remigio
Remigio  è un nome proprio di persona italiano maschile.

## Varianti
- Femminili: Remigia[3][5]

### Varianti in altre lingue
- Bretone: Rémi
- Francese: Rémy[1][6], Rémi[1], Remy[3][4], Remi[3][4]
- Latino: Remigius[1][3][4][6]
- Lituano: Remigijus
  - Femminili: Remigija
- Polacco: Remigiusz[1]
- Portoghese: Remigio, Remígio
- Rumeno: Remigiu
- Russo: Ремигиюс (Remigijus)
- Spagnolo: Remigio[1]

## Origine e diffusione

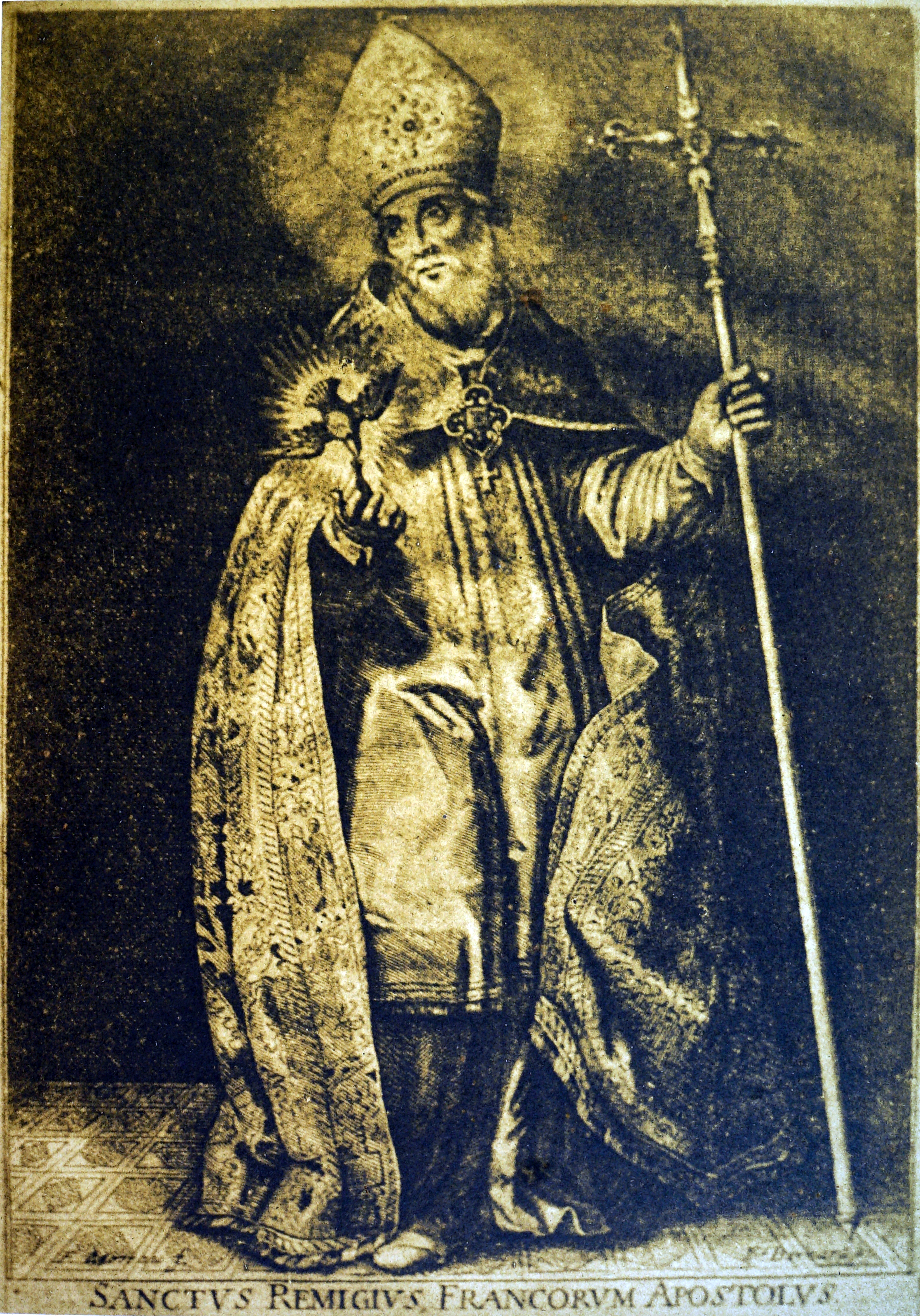
San Remigio in un'illustrazione di fine Ottocento

Riprende il nome di san Remigio, arcivescovo di Reims, che convertì e battezzò il re dei Franchi Clodoveo I. Il suo culto (e, in misura minore, quello di altri santi omonimi), che è all'origine della diffusione del nome, è molto più vivo nella nativa Francia che in Italia.
L'etimologia del nome è incerta. Nel IV secolo esso è attestato nella persona di Remigio, magister officiorum sotto l'imperatore Valentiniano I; il suo nome è ricondotto, da alcune fonti, al termine remigem (accusativo di remex), che significa "rematore", "vogatore", ma è invece molto più probabile che abbia origini celtiche, come attestato da varie epigrafi rinvenute ad Avignone, a Nimega e in Lussemburgo. Il nome di san Remigio (vissuto nel VI secolo) è invece, probabilmente, di origine differente: le grafie più antiche, Remegius e Remedius, lo collegano chiaramente al tardo nome augurale cristiano Remedius (da remedius, "rimedio", "medicina", in riferimento alla salvezza dell'anima). Un'ultima etimologia, che considera Remigius un etnico riferito proprio alla città di Reims (quindi "proveniente da Reims"), è suggestiva, ma dovuta unicamente alla coincidenza casuale.
In Italia è diffuso ovunque, ma con maggiore compattezza in Veneto e Friuli-Venezia Giulia.

## Onomastico
L'onomastico si festeggia in genere il 13 gennaio in onore di san Remigio, arcivescovo di Reims. Si ricordano con questo nome anche, alle date seguenti:
- 19 gennaio, san Remigio, arcivescovo di Rouen[4][7][8]
- 20 marzo, san Remigio, vescovo di Strasburgo[8]
- 19 giugno, san Remigio Isoré, sacerdote gesuita, uno dei martiri cinesi[7][8]
- 28 ottobre, san Remigio, arcivescovo di Lione[4][8]

## Persone
- Remigio, funzionario romano

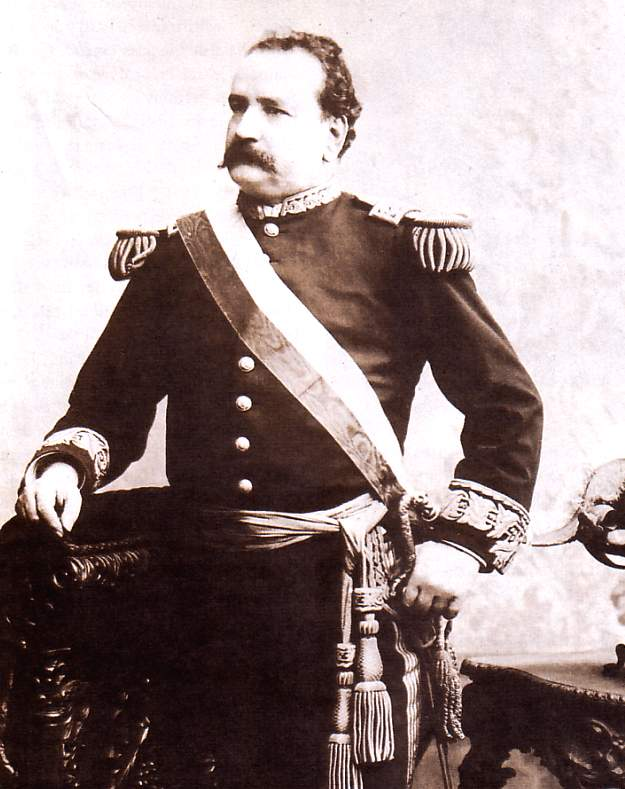
Remigio Morales Bermúdez

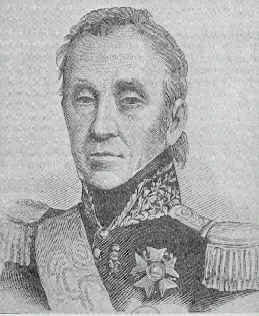
Rémi Joseph Isidore Exelmans

- Remigio di Auxerre, monaco cristiano, teologo e filosofo francese
- Remigio di Reims, arcivescovo franco
- Remigio Cantagallina, incisore e pittore italiano
- Remigio Ceroni, politico italiano
- Remigio Crescini, cardinale e vescovo cattolico italiano
- Remigio dei Girolami, religioso italiano
- Remigio Del Grosso, astronomo, insegnante e poeta italiano
- Remigio Morales Bermúdez, politico peruviano
- Remigio Paone, regista teatrale, produttore teatrale e direttore teatrale italiano
- Remigio Ragonesi, arcivescovo cattolico italiano
- Remigio Ratti, economista svizzero
- Remigio Sabbadini, filologo, latinista e accademico italiano
- Remigio Vigliero, generale e partigiano italiano

### Variante Rémi
- Rémi Bezançon, regista e sceneggiatore francese
- Rémi Brague, docente e filosofo francese
- Rémi Cavagna, ciclista su strada francese
- Rémi Joseph Isidore Exelmans, generale francese
- Rémi Gaillard, umorista francese
- Rémi Garde, calciatore e allenatore di calcio francese
- Rémi Laurent, attore francese
- Rémi Mathis, bibliotecario e storico francese
- Rémi Pauriol, ciclista su strada e biker francese

### Variante Rémy
- Rémy Belleau, poeta francese
- Rémy Cabella, calciatore francese

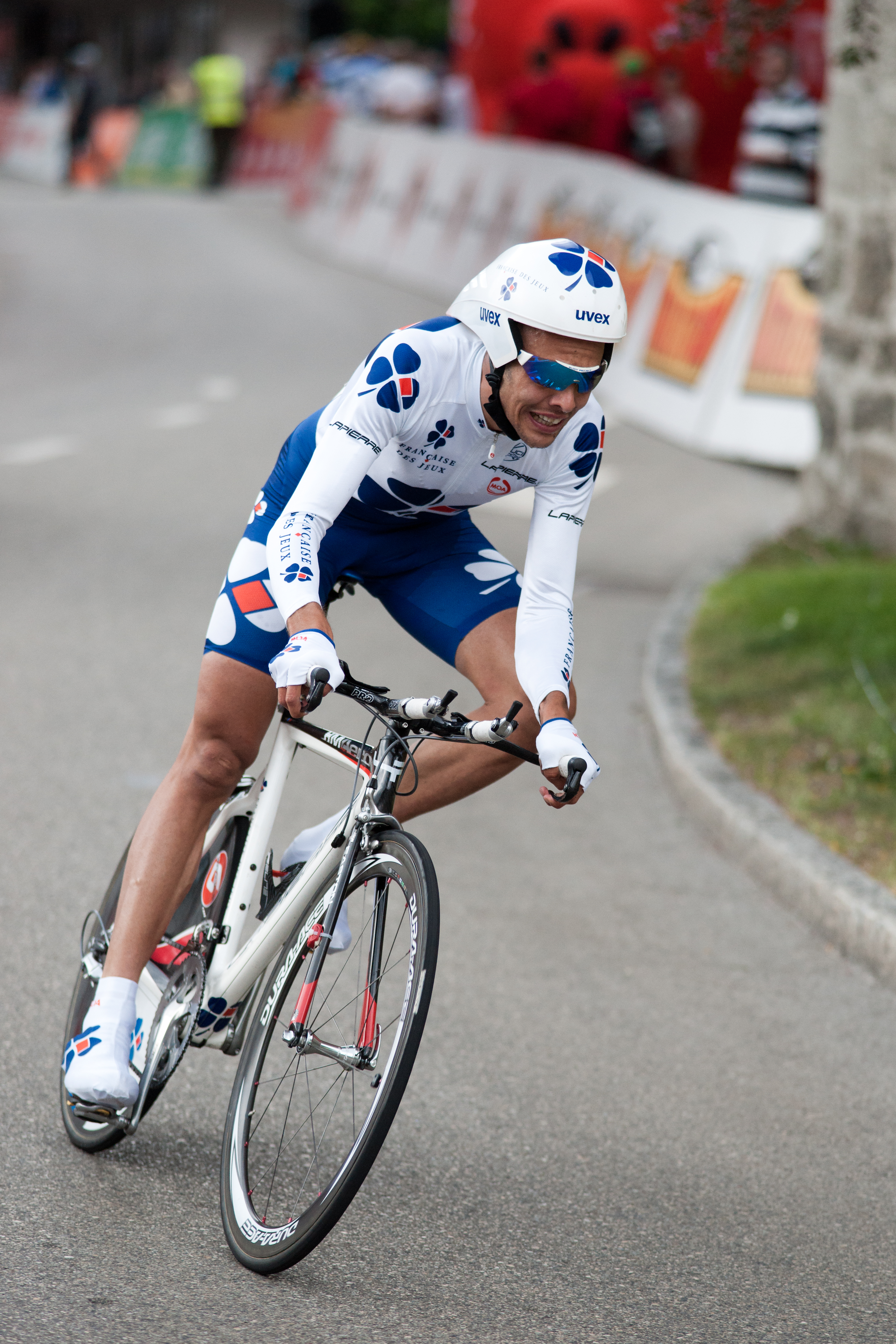
Rémy Di Grégorio

- Rémy Chauvin, biologo, naturalista ed entomologo francese
- Rémy Di Grégorio, ciclista su strada francese
- Rémy Faesch, architetto, scultore e imprenditore svizzero
- Rémy Vercoutre, calciatore francese

### Altre varianti
- Remigius Fesch, giurista e storico dell'arte svizzero
- Remigius Machura, atleta ceco
- Remigijus Šimašius, politico lituano
- Remigius van Rheni, pittore fiammingo

## Il nome nelle arti
- Rémi è il protagonista del romanzo di Hector Malot del 1878 Senza famiglia, e della serie anime che ne è stata tratta Remi - Le sue avventure.
- Remy è il protagonista del film d'animazione del 2007 Ratatouille, diretto da Brad Bird e Jan Pinkava.